# 北里大学前駅
北里大学前駅（きたさとだいがくまええき）は、青森県十和田市にあった十和田観光電鉄十和田観光電鉄線の駅（廃駅）である。

## 歴史
- 1984年（昭和59年）4月1日：開業[1][2]。
- 2008年（平成20年）3月1日：旧・十和田観光電鉄を「とうてつ」に事業譲渡し、新・十和田観光電鉄に商号変更させた上で新会社による運営に伴い、同駅の管理を新会社に継承[1]。
- 2012年（平成24年）4月1日：鉄道廃止により、廃駅となる[1]。

## 駅構造
単式ホーム1面1線を有する地上駅（無人駅）であった。

## 駅周辺
- 十和田大学前郵便局
- 北里大学十和田キャンパス - 駅と大学入口は400メートル程度離れている。
- 十和田市立東中学校
- 十和田市立東公民館
- 十和田・六戸学校給食センター

## 代替バス停留所
2012年4月1日から運行されている鉄道代替バスは付近の「北里大学通」に停車する。これは鉄道線廃止以前に「北里大学前」停留所が存在していたためである。
「北里大学前」停留所には十和田市 - 北里大学 - 東病院線と夜行高速バスシリウス号が停車する。

## 隣の駅
十和田観光電鉄
十和田観光電鉄線
高清水駅 - 北里大学前駅 - 工業高校前駅